# کیلتی (سرزمین آلتای)
کیلتی (به لاتین: Kilty) یک منطقهٔ مسکونی در روسیه است که در سرزمین آلتای واقع شده‌است.